# Fernando de Araújo

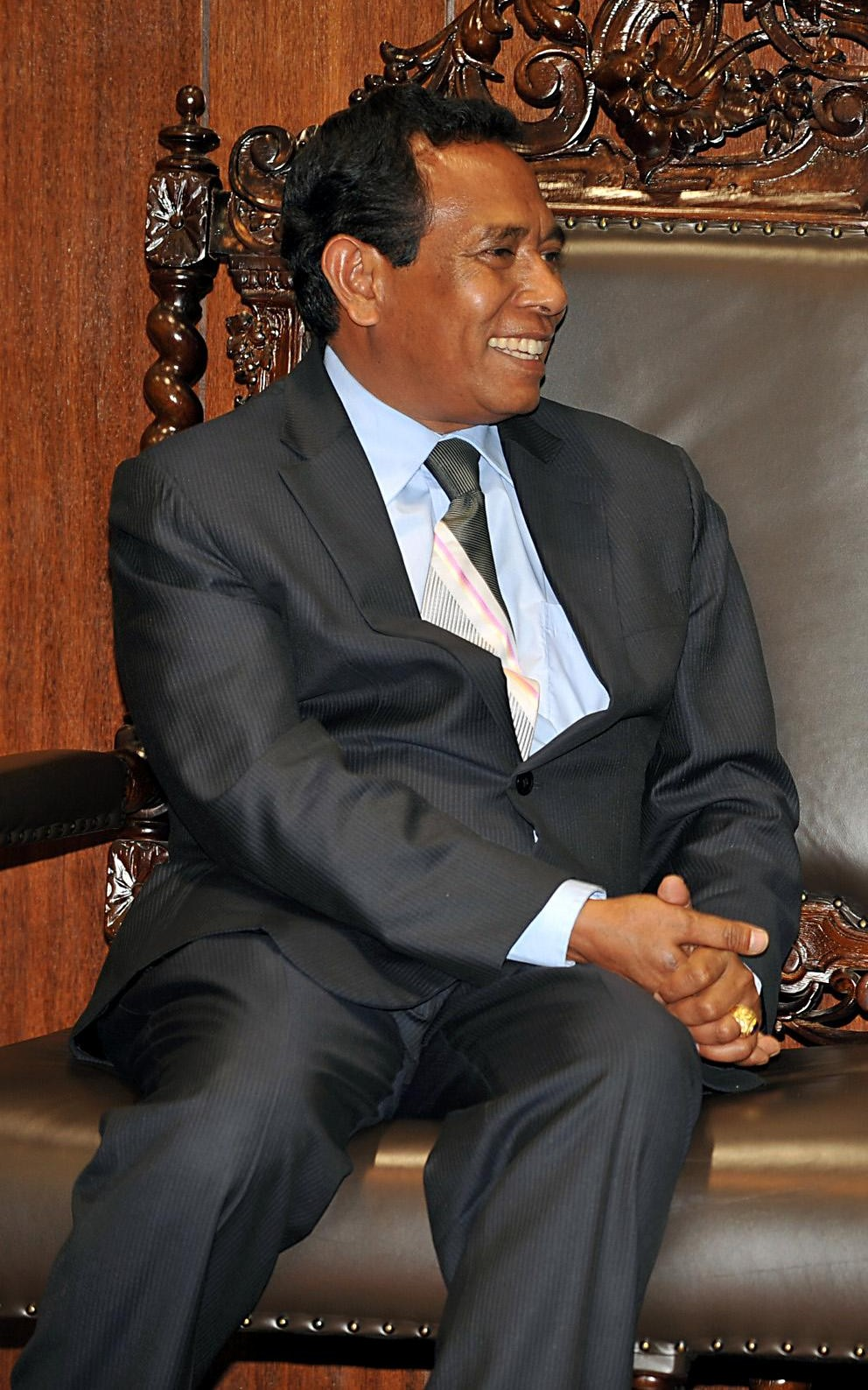
Fernando de Araújo (2009)

Fernando „La Sama“ (auch „Lasama“) de Araújo (* 26. Februar 1963 in Manutaci/Portugiesisch-Timor; † 2. Juni 2015 in Dili/Osttimor) war der Parteivorsitzende der osttimoresischen Partido Democrático PD. Von 2007 bis 2012 war er Parlamentspräsident des Nationalparlaments Osttimors und von 2013 bis 2015 war Araújo stellvertretender Premierminister. Seit dem 16. Februar 2015 war er Staatsminister, Koordinator für soziale Angelegenheiten und Minister für Bildung.

## Leben

### Kindheit und Besatzungszeit
Araújo war erst zwölf Jahre alt, als Indonesien im Dezember 1975 in Osttimor einmarschierte und er Zeuge wurde, wie 18 seiner Familienmitglieder durch die indonesische Armee getötet wurden. Er lebte, wie viele andere Osttimoresen eine Zeit lang als Flüchtling in den Bergen. Seine Schulbildung beendete er später in Dili. Von 1985 bis 1989 studierte Araújo auf der Udayana-Universität in Bali Literatur und gründete dort 1988 die osttimoresische pro-Unabhängigkeits-Studentenbewegung Resistência Nacional dos Estudantes de Timor-Leste RENETIL (Nationaler Widerstand der Studenten aus Timor-Leste). Von 1988 bis 2000 war er ihr Generalsekretär. Die RENETIL hatte Ableger in vielen Orten in Osttimor, Indonesien und im Ausland mit insgesamt mehreren Tausend Mitglieder. Am 24. November 1991 wurde Araújo wegen der Organisation einer gewaltlosen Demonstration zwölf Tage nach dem Santa-Cruz-Massaker von den indonesischen Behörden verhaftet und wegen „Subversion“ zu einer Haftstrafe von neun Jahren verurteilt, von denen er mehr als sechs Jahre bis zum 23. März 1998 im Cipinang-Gefängnis in Jakarta absaß. Hier lernte Araújo auch seine Frau kennen, die ihn als Aktivistin von Amnesty International besuchte. 1999 war Araújo als einer der führenden Mitglieder des CNRT einer der Organisatoren des erfolgreichen Unabhängigkeitsreferendum. Von Ende 1999 bis 2001 studierte und lehrte Araújo an der Universität Melbourne.

### Im unabhängigen Osttimor

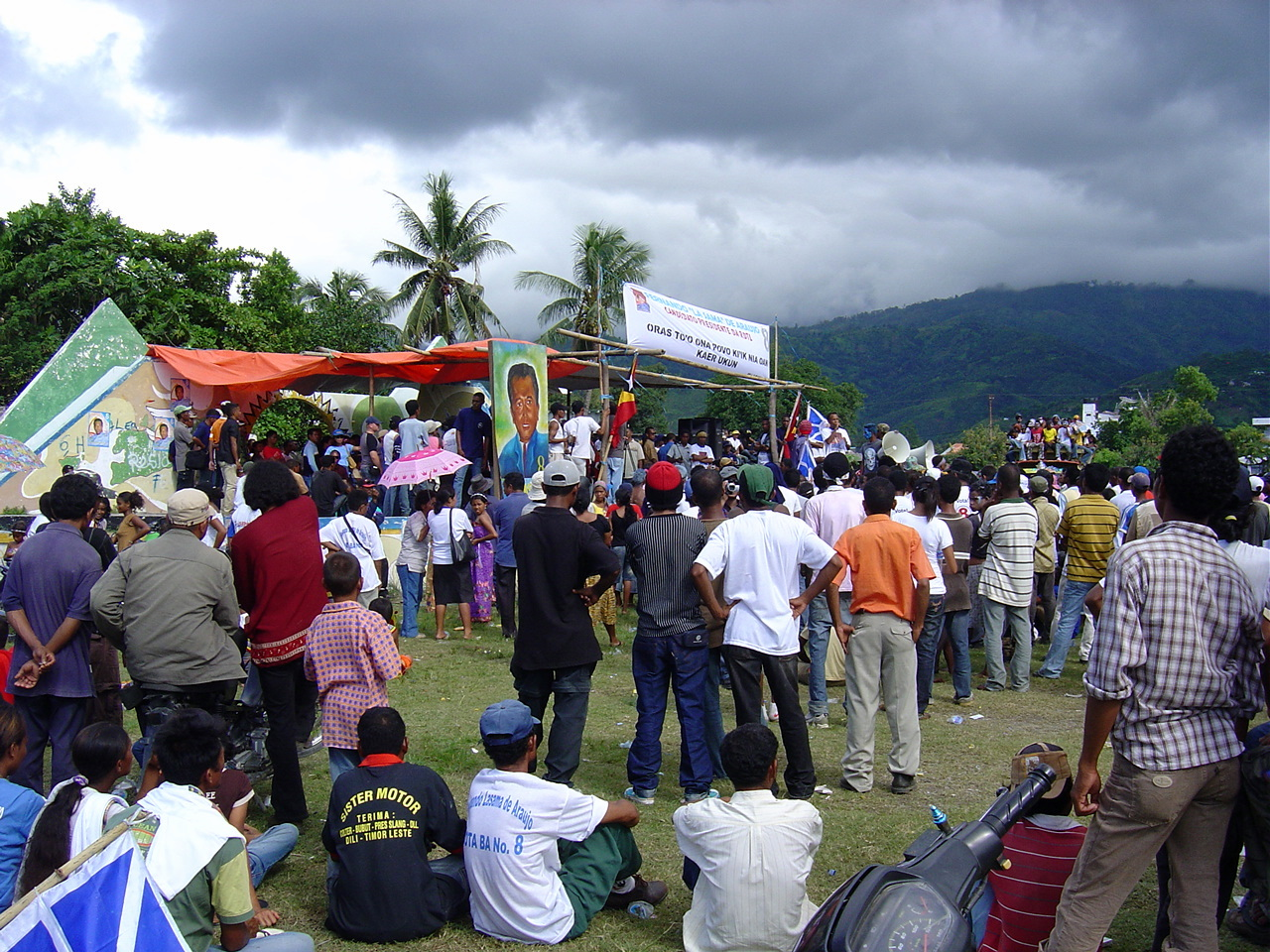
Wahlkampfveranstaltung 2007 von La Sama

Im Übergangskabinett der UN-Verwaltung (UNTAET) Osttimors war Araújo stellvertretender Außenminister. 2001 wurde er zum Vorsitzenden der von ihm im Juni neu gegründeten PD gewählt, die bei den Parlamentswahlen zweitstärkste Partei mit 8,72 % wurde. Damit blieb sie allerdings weit hinter der dominierenden FRETILIN. Bei den Unruhen in Osttimor 2006 wurde Araújos Haus von Randalierern niedergebrannt.
Araújo gründete die Umweltorganisation Fundaçao Haburas, das wöchentliche Magazin Talitakum und die wöchentliche Parteizeitung der PD Vox Populi.
Fernando de Araújo trat zur Präsidentenwahl am 9. April 2007 an. Sowohl Pater Martinho Gusmão, der Vertreter der Katholischen Kirche in der Nationalen Wahlkommission CNE, als auch der flüchtige Rebellenführer Alfredo Reinado sprachen sich für ihn als Nachfolger des scheidenden Staatspräsidenten Xanana Gusmão aus. Am 1. April warfen in Macadique (Verwaltungsamt Uato-Lari) 20 FRETILIN-Anhänger Steine auf eine Veranstaltung von Araújo. Nach dem offiziellen Endergebnis des ersten Wahlganges errang Araújo bei den Wahlen mit 19,18 % der Stimmen den dritten Platz hinter Premierminister José Ramos-Horta und dem Parlamentspräsidenten Francisco Guterres und konnte daher bei der Stichwahl am 8. Mai nicht mehr antreten. Das Ergebnis wurde aufgrund des Chaos bei der Auszählung und diverser Unregelmäßigkeiten von Araújo angezweifelt, vor Gericht wurde der Einspruch gegen das Wahlergebnis aber zurückgewiesen. Aus der Stichwahl ging Ramos-Horta als Sieger hervor.

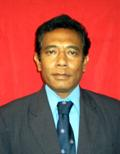
Fernando de Araújo (2007)

Mit den Parlamentswahlen vom 30. Juni 2007 zog Araújo als Abgeordneter seiner PD ins Nationalparlament Osttimors ein. Am 30. Juli wurde er hier zum Parlamentspräsidenten gewählt.
Bei einem Attentat wurde Ramos-Horta am 11. Februar 2008 schwer verletzt. Laut Verfassung übernimmt der Parlamentspräsident im Krankheitsfall die Amtsgeschäfte des Staatspräsidenten. Da Araújo sich zu dieser Zeit in Portugal befand, übernahm sein Vertreter Vicente da Silva Guterres vom Congresso Nacional da Reconstrução Timorense CNRT die Aufgabe bis Araújo am 13. Februar nach Osttimor zurückkehrte.
Bei den Präsidentschaftswahlen 2012 trat Araújo wieder an und erhielt 17,30 % der Stimmen. Bei den Parlamentswahlen 2012 wurde Araújo erneut zum Abgeordneten gewählt, nahm den Sitz aber nicht ein, da er in der neuen Regierung den Posten des stellvertretenden Premierministers und des Koordinators für soziale Angelegenheiten übernahm. Seinen Posten als Parlamentspräsident gab er am 30. Juli 2012 an seinen Nachfolger Vicente da Silva Guterres ab.
2015 trat Premierminister Xanana Gusmão zurück. Unter dem neuen Premierminister Rui Maria de Araújo wurde Fernando de Araújo am 16. Februar Staatsminister, Koordinator für soziale Angelegenheiten und Minister für Bildung.
Am 31. Mai 2015 erlitt Araújo einen Schlaganfall. Er wurde nach Dili in das Hospital Nacional Guido Valadares gebracht. Am darauf folgenden Tag wurde noch eine Verlegung nach Singapur angekündigt, Araújo verstarb aber am Morgen des 2. Juni. Ihm zu Ehren wurde eine dreitägige Staatstrauer verhängt. Fernando de Araújo wurde auf dem Heldenfriedhof in Metinaro beigesetzt.

## Privates
Im Gegensatz zu anderen Politikern, gerade der vorhergehenden Generation, stammte Araújo nicht aus der einheimischen Führungselite. Seine Eltern waren einfache Bauern in Manutaci.
Araújo war seit 2001 mit Jacqueline (Jackie) Aquino Siapno verheiratet, einer gebürtigen Philippinerin. Sie ist an der Abteilung für politische Wissenschaft an der Universität Melbourne tätig. Gemeinsam hatten sie einen im Jahr 2004 geborenen Sohn. Ende 2014 hatte das Ehepaar bekannt gegeben, sich scheiden lassen zu wollen, doch die Scheidung wurde nicht mehr vollzogen. Araújo hatte zwei Termine beim Scheidungsrichter absagen lassen. Jackie verließ im August 2015 Timor, zusammen mit dem gemeinsamen Sohn.
Fernando de Araújo war Angehöriger der aus dem Westen des Landes stammenden Ethnie der Mambai. Neben Mambai und Tetum sprach Araújo Bahasa Indonesia, Portugiesisch und Englisch. Sein Kampfname La Sama bedeutet in etwa „jemand, auf dem man nicht herumtrampeln kann“.

## Ehrungen
Ab April 2009 war Araújo Ehrenbürger von Dagupan, der Geburtsstadt seiner Frau.
Am 19. Mai 2012 wurde Araújo die Collar des Ordem de Timor-Leste verliehen.